# Adria Airways

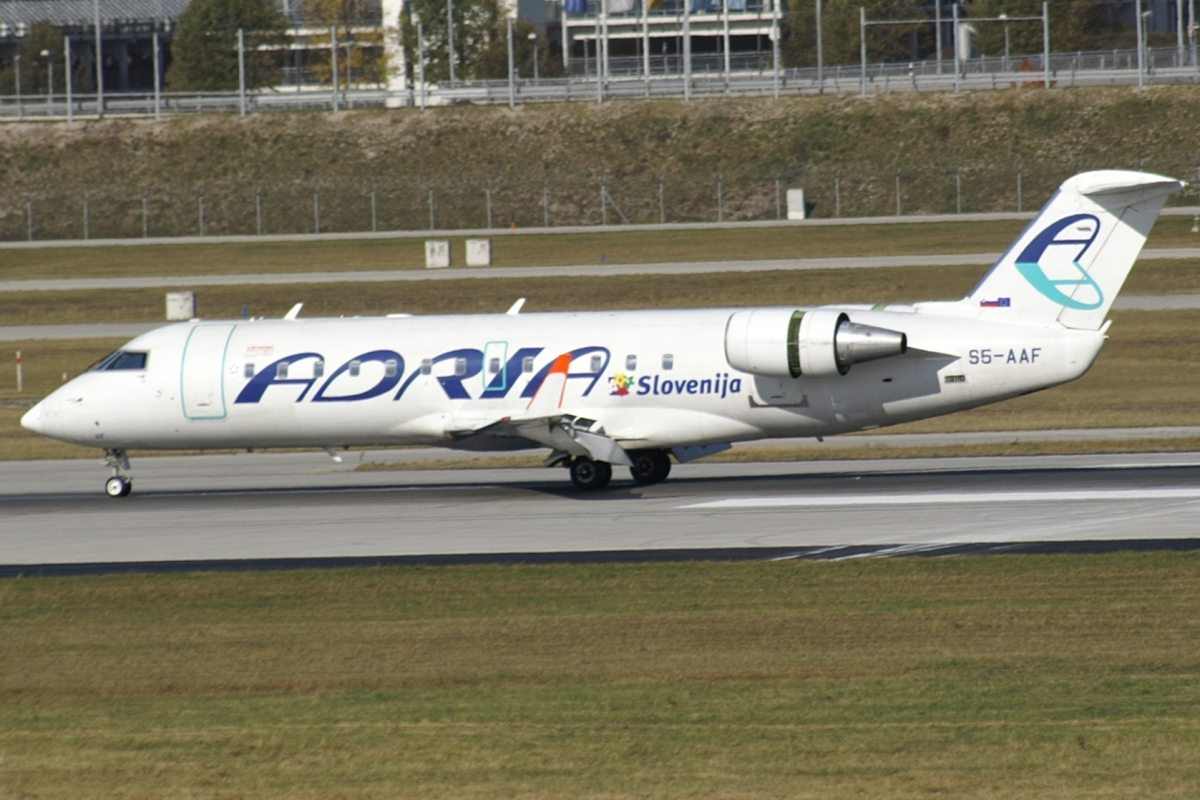
En CRJ 200 från Adria Airways

Adria Airways var ett slovenskt flygbolag med största med operativ bas i huvudstaden Ljubljana. Flygbolaget erbjöd charter och reguljärtrafik till/från Europa. Adria Airways var medlem i IATA och regional medlem i flygbolagsalliansen Star Alliance. 

## Historik
Adria Airways grundades 1961 under namnet Adria Aviopromet. Man började flyga med Douglas DC-6 och senare jetplan Douglas DC-9.
I början av 1980-talet började Adria Airways flyga reguljärt, den första utrikes destinationen var Larnaca på Cypern, 1983. I slutet av 1980-talet köpte bolaget Airbus A320-plan.
Efter Jugoslaviens upplösning i början av 1990-talet blev Adria Airways Sloveniens viktigaste flygbolag.  1996 slutfördes en privatiseringsplan som sålde ut en del av bolaget.
18 november 2004 blev Adria Airways en regional medlem i Star Alliance.
Den 30 september 2019 gick Adria Airways i konkurs och därmed ställdes alla avgångar in. 

## Flotta
2018 bestod Adria Airways flotta av följande flygplan:

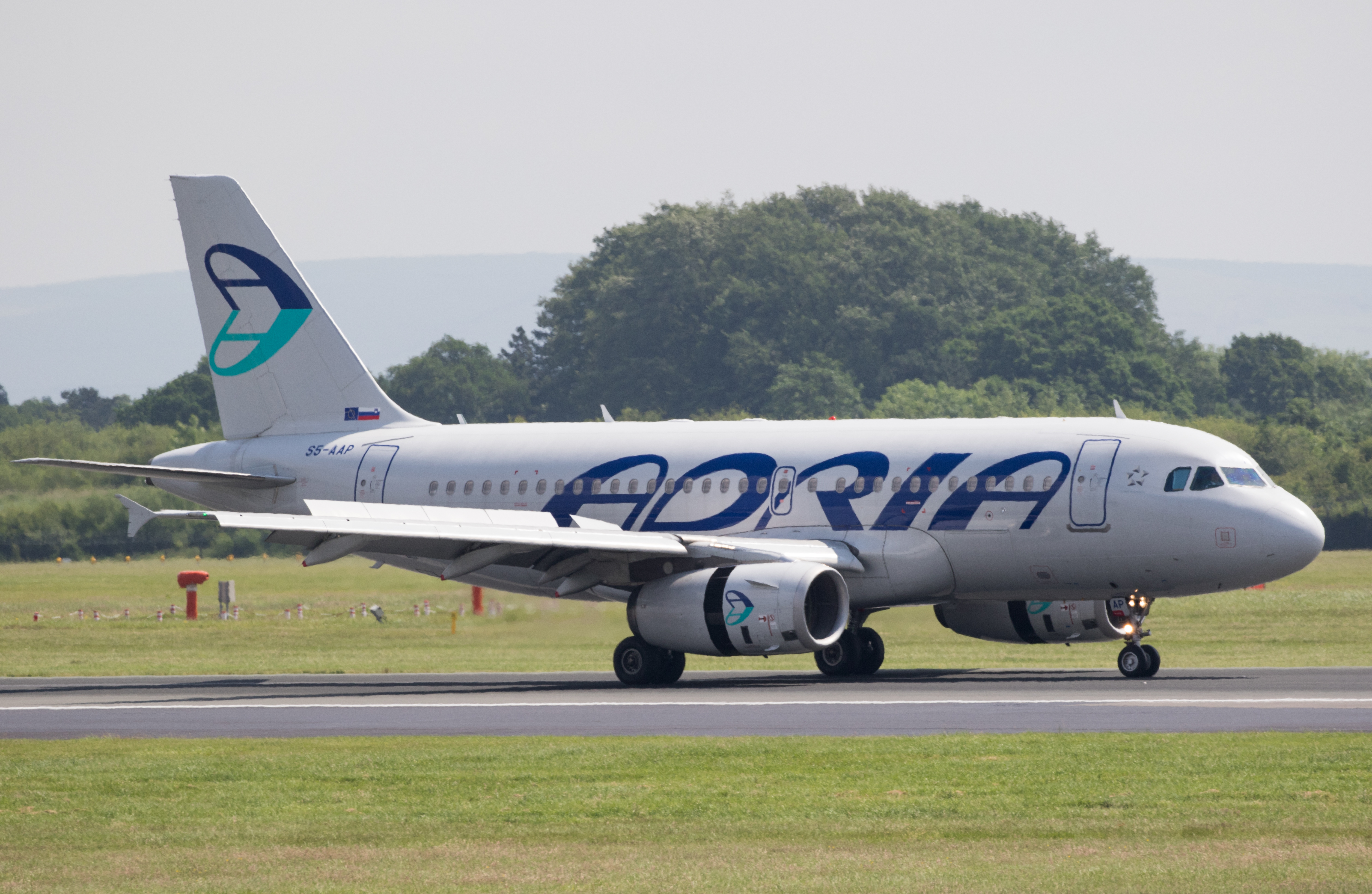
En Airbus A319 för Adria Airways.